# Cap Couture
Pour les articles homonymes, voir Couture (homonymie).
Appelé Cape Couture en anglais, le cap Couture est un cap australien qui constitue le point le plus méridional de l'île Bernier, une île de l'océan Indien fermant le golfe communément appelé baie Shark, sur la côte ouest de l'Australie-Occidentale. Situé face au cap Boullanger, lequel se trouve à la pointe nord de l'île Dorre, il a été nommé par l'expédition vers les Terres Australes du Français Nicolas Baudin en l'honneur de Victor Couture, monté à bord du Naturaliste en tant qu'aspirant.